# Eloy Vargas
Pour les articles homonymes, voir Vargas.
Eloy Vargas, né le 30 décembre 1988, à Moca, en République dominicaine, est un joueur dominicain de basket-ball. Il évolue au poste de pivot.

## Palmarès
- Champion NCAA 2012